# Kreisgericht Fulda
Das Kreisgericht Fulda war ein preußisches Kreisgericht in der damaligen preußischen Provinz Hessen-Nassau mit Sitz in Fulda.
Mit der Annexion des Kurfürstentums Hessen wurden 1867 in der nunmehr preußischen Provinz die fünf Kreisgerichte Kassel, Fulda, Hanau, Marburg, Rinteln und Rotenburg mit dem übergeordneten Appellationsgericht Kassel eingerichtet.
Die folgenden Amtsgerichte wurden dem Kreisgericht Fulda untergeordnet:
| Amtsgericht             | Sitz        | Aufgelöst |
| ----------------------- | ----------- | --------- |
| Amtsgericht Burghaun    | Burghaun    | 0         |
| Amtsgericht Eiterfeld   | Eiterfeld 0 |           |
| Amtsgericht Fulda       | Fulda       | besteht   |
| Amtsgericht Großenlüder | Großenlüder | 0         |
| Amtsgericht Hilders     | Hilders     | 0         |
| Amtsgericht Hünfeld     | Hünfeld     | besteht   |
| Amtsgericht Neuhof      | Neuhof      | 1943      |
| Amtsgericht Weyhers     | Weyhers     | 0         |

Mit dem Inkrafttreten des deutschen Gerichtsverfassungsgesetzes am 1. Oktober 1879 traten an die Stelle dieser Kreisgerichte die drei Landgerichte Kassel, Marburg und Hanau mit je einer Staatsanwaltschaft. Einen direkten Nachfolger des Kreisgerichtes Fulda gab es daher nicht, seine Gerichte kamen zum Landgericht Hanau.